# Wilhelmina Gelhaar
Wilhelmina ”Mina” Charlotta Gelhaar, född 8 oktober 1837 i Stockholm, död 17 februari 1923 i Stockholm, var en svensk operasångare (sopran) som var aktiv 1858–1867.
Gelhaar var elev till J. Günther och I. A. Berg. Hon var 1857–1866 aktiv på Operan i Stockholm (kontrakt 1858). Bland hennes roller kan nämnas Susanna i Figaros bröllop, Rosina i Barberaren i Sevilla och Adina i Kärleksdrycken. Hon uppträdde också som konsertsångare.
Hon var dotter till Fredrik och Mathilda Gelhaar. Hon gifte sig 1867 med chefen för Kungliga teatern friherre Eugène von Stedingk och efter hans död gift 1883 med kammarrättsrådet Johan August Wallensteen, som avled ett par veckor efter henne. Hon var mor till Hans, Måns och Lars von Stedingk.
Gelhaar är begravd på Norra begravningsplatsen utanför Stockholm.

## Galleri

Mina Gelhaar 1861.
Mina Gelhaar 1870.
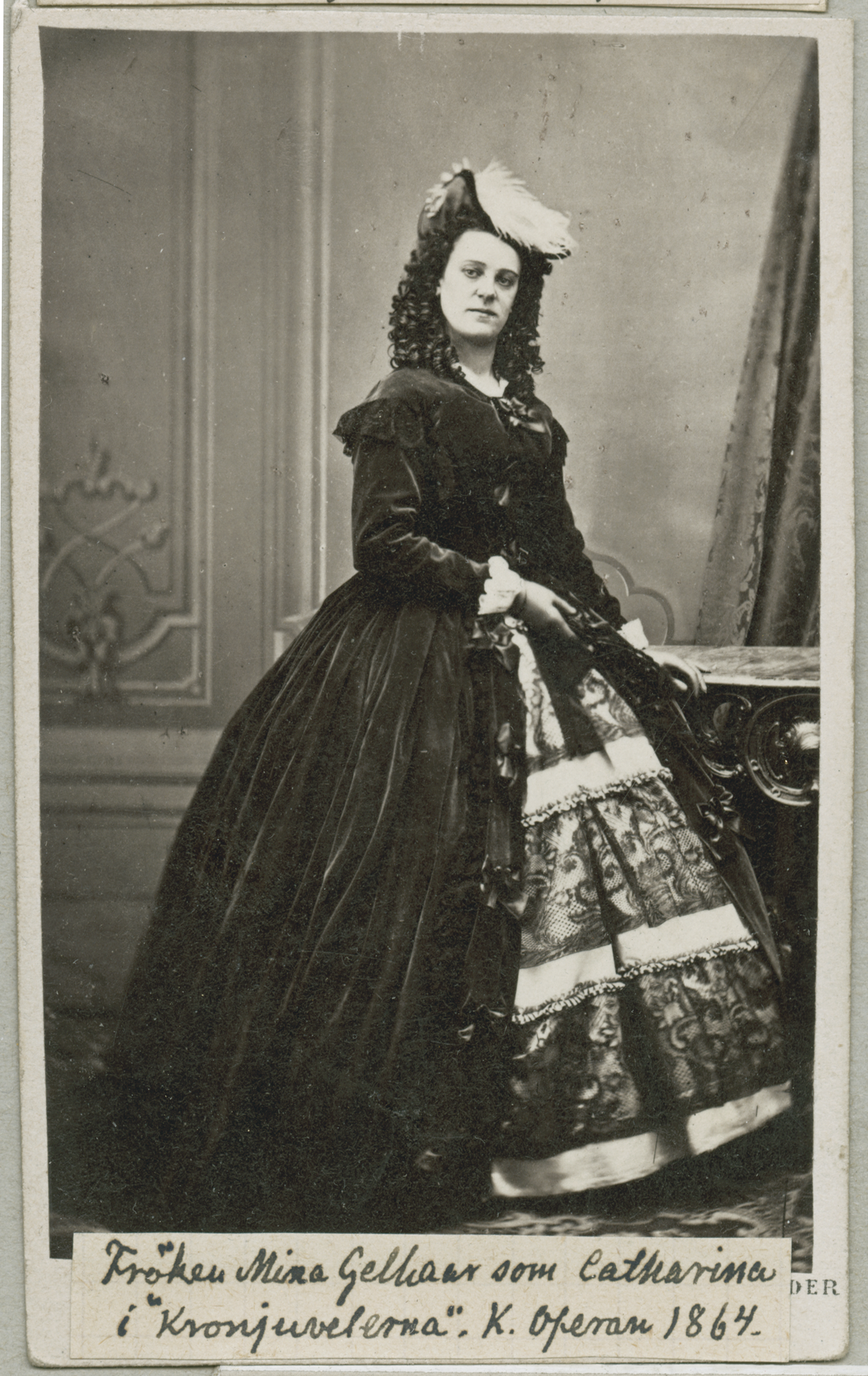
Mina Gelhaar som Catharina i Kronjuvelerna 1864.